# Шестнадцатилетняя мать
«Шестнадцатилетняя мать» (англ. Mom at Sixteen) — фильм режиссёра Питера Вернера.

## Сюжет
Жизнь шестнадцатилетней Джесси Джеффрис (Даниэль Панабэйкер) меняется навсегда, когда она становится мамой. Мать Джесси (Мерседес Рул) решает не ломать её будущее и берёт воспитание ребёнка на себя, выдавая его за своего сына. Семья Джеффрис переезжает в новый город со своими людьми и проблемами. Но хранить эту тайну нелегко.

## В ролях
| Актёр              | Роль            |
| ------------------ | --------------- |
| Даниэль Панабэйкер | Джесси Джеффрис |
| Джейн Краковски    | Донна Купер     |
| Мерседес Рул       | Терри Джеффрис  |
| Клер Стоун         | Мейси Джеффрис  |
| Колин Фергюсон     | Боб             |
| Тайлер Хайнс       | Брэд            |
| Холлис МакЛарен    | Мэрлин          |

Полный список актёров смотри на IMDb.com.

## Номинации
- 2006 год — номинация на премию «Prism Award» в категории «Достижения в телевизионном фильме или мини-сериале» за роль Терри Джеффрис (Мерседес Рул)